# Муфлон
Баран аргалі, баран дикий, аргалі, муфлон європейський (Ovis musimon Linnaeus, 1758, або Ovis ammon musimon) — вид роду баран (Ovis) родини бикових (Bovidae). Жуйна парнокопитна рогата тварина.
Існує також інший вид муфлонів — баран азійський (лат. Ovis orientalis), від якого походить баран свійський (=вівця свійська).

## Зовнішній вигляд
У середньому муфлони досягають довжини 130 см. Ріст 90 см, вага 50 кг у самців і 35 кг у самок.
[[Файл:Муфлони на о. Джарилгач.jpg|left|200px|thumb|Муфлони на острові Джарилгач, Україна]

## Поведінка
Місце розповсюдження — гористі ландшафти. Самки і ягнята утворюють разом стадо до 100 особин, у той час як самці є одинаками. Самцям властива присутність сильних ієрархічних зв'язків всередині спільноти.

## Розповсюдження
У даний час, муфлон розповсюджений на Кавказі (наприклад, в Хосровському заповіднику у Вірменії), на півночі Іраку, і на північному заході Ірану. Раніше зустрічався на Вірменському нагір'ї, в Криму та на Балканах. З цих районів муфлон зник вже приблизно 3.000 років тому. Є ще муфлон на Кіпрі, Корсиці й Сардинії: проте залишається спірним, чи йде річ при цьому про справжніх диких овець або про нащадків первинних домашніх овець.

## Муфлони і людина
Полювання на муфлонів велось ще здавна. Близько 10.000 років тому людина почала приручати муфлонів і в результаті з'явилися домашні вівці. Вважається, що найімовірніше, місцем першої доместикації було Вірменське нагір'я. Домашні вівці з'явилися в Західній Європі приблизно 8000 років тому.

## Охорона
Вид має категорію охорони (за критеріями МСОП) «Near Threatened», тобто «близький до загрозливого стану».
В Україні вид має статус адвентивного, і як чужорідний вид, не може мати охоронного статусу. Найбільші групи муфлонів в Україні живуть у Гірському Криму.